# Kannedoddi, Raichur
Kannedoddi là một làng thuộc tehsil Raichur, huyện Raichur, bang Karnataka, Ấn Độ.